# Scatopsciara paradoxa
Scatopsciara paradoxa är en tvåvingeart som först beskrevs av Frey 1948.  Scatopsciara paradoxa ingår i släktet Scatopsciara och familjen sorgmyggor. Inga underarter finns listade i Catalogue of Life.